# Cathleen Synge Morawetz
Cathleen Synge Morawetz (ur. 5 maja 1923, zm. 8 sierpnia 2017) – matematyczka kanadyjska, profesor matematyki Uniwersytetu Nowojorskiego, laureatka National Medal of Science w 1998. Zajmowała się głównie cząstkowymi równaniami różniczkowymi, w szczególności opisującymi dynamikę płynów w warunkach transsonicznych, o istotnym praktycznym znaczeniu w inżynierii.

## Życiorys

### Wczesne życie i wykształcenie
Jej irlandzkiego pochodzenia rodzice posiadali wykształcenie matematyczne; jej ojciec, John Lighton Synge, był irlandzkim matematykiem i fizykiem, i bratankiem literata Johna Millingtona Synge'a. Jej wujek, Edward Hutchinson Synge, był fizykiem-samoukiem, który był pionierem technologii skaningowych mikroskopów pola bliskiego.
Spędziła dzieciństwo w Kanadzie i Irlandii. Rodzina wspierała jej ambicje i naukowe zainteresowania, a ich znajoma matematyczka o polskich korzeniach, Cecilia Krieger, zachęcała młodą Cathleen – która brała pod uwagę m.in. pracę w Indiach jako nauczycielka – do podejmowania kolejnych etapów studiów.
Studiowała matematykę na Uniwersytecie w Toronto (B.S. 1945), i na MIT (M.A. 1946). Kontynuowała studia doktoranckie na Uniwersytecie Nowojorskim (Ph.D. 1951), pracując przy redakcji książki Richarda Couranta i Kurta Otto Friedrichsa, który był promotorem jej pracy dyplomowej.

### Praca i dalsze życie
Po studiach była przez rok pracowniczką naukową MIT, po czym powróciła na pięć lat na Uniwersytet Nowojorski, gdzie dzięki grantom US Navy objęła czysto naukowe stanowisko bez obowiązków dydaktycznych, i mogła skupić się w pełni na badaniach.
Publikowała w dziedzinie matematyki stosowanej, m.in. na temat modelowania lepkości, przepływów ścieśliwych i transsonicznych. Wykazała, że konstrukcja skrzydeł samolotów nie może całkowicie zapobiec powstawaniu turbulencji, i rozwinęła szczegółowe modele pojawiania się niestabilności w przepływach transsonicznych.
W 1957 uzyskała tytuł associate professor, a w 1965 pełną profesurę. Jej zainteresowania badawcze obejmowały w ciągu dalszej kariery rozwiązania szczególnych równań falowych,  równanie Tricomiego, i teorie rozpraszania fal. Opracowała dowód tzw. nierówności Morawetz. Terence Tao określił jej rozwiązania jako niezbędne do pracy w tym obszarze. W 1984 została dyrektorką uniwersyteckiego instytutu badań matematycznych.
Była członkinią National Academy of Sciences. Uhonorowano ją szeregiem nagród i wyróżnień, takich jak Guggenheim Fellowship, Noether Lecture, nagrodą Steele`a i National Medal of Science. Odebrała doktoraty honoris causa od kilku uczelni, m.in. Uniwersytetu w Princeton i Trinity College w Dublinie. W kadencji 1993 była przewodniczącą Amerykańskiego Towarzystwa Matematycznego.
W 1998 roku wygłosiła wykład (ICM Emmy Noether Lecture) na Międzynarodowym Kongresie Matematyków.
Wyszła za mąż za chemika Herberta Morawetza; małżeństwo miało czwórkę dzieci i dziesięcioro wnuków. W późniejszych wspomnieniach zażartowała: „być może zostałam matematyczką, bo byłam kiepską gospodynią domową.” Zapytana o to, czy podczas pracy na uniwersytecie nie wraca myślami do zostawionych w domu dzieci, odpowiedziała: „Nie, odwrotnie: wracam myślami do matematyki podczas zabawy z dziećmi.” Lubiła żeglarstwo i do późnego wieku spędzała wakacje z wnukami nad jeziorem Muskoka w Kanadzie. Zmarła 8 sierpnia 2017 w wieku 94 lat w Nowym Jorku.